# 大内義尊
大内 義尊（おおうち よしたか）は、戦国時代の人物。大内義隆の嫡子。母はおさいの方（小槻伊治の娘）。弟に大内義教。

## 生涯
大内義隆の嫡男で、義隆が39歳の時に生まれた。母は義隆の2番目の正室であるおさいであるが、実は義隆の実子かどうかを疑われていたという。
天文16年（1547年）2月17日には3歳にして従五位下及び周防介に叙任される。新介と称した。
陶晴賢が義隆に対する謀反の計画を企図した際、最初は義隆の隠居と義尊の新当主擁立が決められていたが、この義尊の実子か否かの問題のために晴賢は計画を変更して義隆・義尊殺害に変更したとされている。
天文20年（1551年）8月29日、晴賢が謀反を起こすと、父の義隆や公家衆とともに山口より脱出し、長門大寧寺へ逃れた。この時、義尊は幼少のため従者（同朋衆の龍阿）に背負われていたという。しかし幼児ながらも謀反に動揺せず立派な態度を見せたと伝わる。
天文20年（1551年）9月1日、義隆は大寧寺において自害。義尊も小幡義実に連れられて逃亡を図るが同日に捕らえられた。この時、陶隆房は助命すると述べて捕虜にしたのだが、翌日には約束を反故にされて義尊は殺害された（大寧寺の変）。享年7歳。殺害された場所は、俵山温泉の現在麻羅観音がある奥とされる。また翌年大内義尊の弟の大内歓寿丸も捕らえられ、同じ場所で殺されている。

## 関連作品

### テレビドラマ
- 『毛利元就』（1997年、NHK大河ドラマ、演：中原和宏（幼少時代：蓮池貴人））